# Coccus pseudohesperidum
Coccus pseudohesperidum är en insektsart som först beskrevs av Cockerell 1895.  Coccus pseudohesperidum ingår i släktet Coccus och familjen skålsköldlöss. Inga underarter finns listade i Catalogue of Life.